# Mother of Tears
Mother of Tears är en italiensk skräckfilm av Dario Argento från 2007. Filmen är den sista i Argentos modertrilogi.

## Handling
Sarah Mandy (Asia Argento) är restauratör av gamla artefakter för Roms museum. Hon påträffar en urna innehållande en röd klädnad; kort därpå mördas Sarahs kollega brutalt och Sarah själv kommer under mystiska omständigheter undan med en hårsmån. Allteftersom tiden går drabbas Rom av en våg av våld, våldtäkter och mord. Samtidigt börjar mystiska främlingar anlända till staden. Sarah får snart fly för sitt liv då dessa främlingar av någon anledning är ute efter henne. Snart kommer hon fram till att den röda klädnaden tillhör Mater Lachrymarum, den mäktigaste häxa världen skådat. Klädnaden medför ofantlig makt och med hjälp av denna har häxan återfått sin forna makt. Sarah kommer också underfund med att hon själv besitter magiska krafter. Ju längre tiden går desto mer förfaller Rom. Även Sarahs vänner faller en efter en av Mater Lachrymarums hejdukar och Sarah inser att det enda sättet att rädda sig själv och Rom är att möta häxan. Slutet utspelar sig i katakomberna under Mater Lachrymarums tillhåll. Sarah blir snart tillfångatagen och förs fram till Mater Lachrymarum. Väl där beslutas det att Sarah ska dö. Sarah lyckas dock slita sig fri och förstöra klädnaden vilket resulterar i Mater Lachrymarums död.